# Lago Møs
El lago Møs o Møsvatn (en noruego: Møsvann) es un lago de Noruega localizado en el suroeste de la península escandinava, con una superficie de 78,31 km², el duodécimo más extenso del país. Se encuentra en los municipios de Vinje, principalmente, y Tinn en el condado de Telemark.
El lago pertenece a la cuenca del río Skien y desagua a través del río Måna en el cercano el lago Tinn. Está a 919 metros sobre el nivel del mar y está regulado para la producción hidroeléctrica por las presas de Møsvassdammen y Torvehovdammen.
Algunas de las mayores granjas de montaña de Noruega (fjellgårder) se puede encontrar en las proximidades del lago. El museo y centro de visitantes de Hardangervidda Natursenter del Parque nacional Hardangervidda se encuentra cerca del lago. Desde Skinnarbu hay una excursión en barco con el M/B Fjellvåken hasta la localidad de Mogen.

## Historia
En las orillas del lago se encuentran muchos vestigios de antiguos pobladores de la Edad de Piedra.
El 19 de noviembre de 1942, como parte de los esfuerzos para sabotear la producción alemana de agua pesada, las tropas de paracaidistas iban a aterrizar en el congelado lago Møsvatn cerca de la planta hidroeléctrica de Vemork, gestionada por Norsk Hydro, cerca de Rjukan. Este esfuerzo no tuvo éxito, pero en última instancia, los noruegos detuvieron la actividad de producción de agua pesada y ayudaron a limitar el programa de investigación de armas nucleares alemán.